# چهره پنهان (فیلم ۲۰۲۴)
چهره پنهان (انگلیسی: Hidden Face؛ کره‌ای: 히든페이스) فیلمی در ژانر معمایی دلهره‌آور اروتیک محصول سال ۲۰۲۴ کره جنوبی به کارگردانی کیم ده وو و با بازی سونگ سونگ هون، چو یو جونگ و پارک جی هیون است. این فیلم بازسازی فیلم اسپانیایی کلمبیایی چهره پنهان (۲۰۱۱) است. این فیلم به صورت سینمایی در ۲۰ نوامبر ۲۰۲۴ اکران شد و توانست به نخستین فیلم کره‌ای با درجه‌بندی سنی R تبدیل شود که از سال ۲۰۱۹ تاکنون، در زمان اکران داخلی خود، از مرز یک میلیون بیننده عبور می‌کند.

## بازیگران
- سونگ سونگ هون در نقش سونگ جین[۵]
- چو یو جونگ در نقش شین سو یون[۶]
- پارک جی هیون در نقش کیم می جو[۷]
- پارک جی یونگ در نقش هه یون
- پارک سونگ گون مدیر اداره
- چا می کیونگ در نقش مادر سونگ جین